# Viti Levu
Viti Levu – największa wyspa Fidżi, jedna z dwóch głównych obok Vanua Levu. Zajmuje powierzchnię 10 388 km², zamieszkuje ją ok. 580 tys. osób, co stanowi 3/4 ludności kraju. 
Wnętrze wyspy jest górzyste, znajduje się tu najwyższy szczyt kraju Tomanivi (dawniej Mt. Victoria) sięgający 1324 m n.p.m. Ponadto znajduje się tu wiele wygasłych wulkanów. Południowo-wschodnią część wyspy porastają wilgotne lasy równikowe, w północno-zachodniej części znaleźć można roślinność sawannową.
Na Viti Levu położona jest stolica kraju Suva. Inne ważniejsze miasta to: Ba, Lautoka, Nadi, Nausori, Rakiraki i Sigatoka. 
Na wyspie uprawia się trzcinę cukrową, bananowce i bawełnę. Z bogactw naturalnych na uwagę zasługuje złoto.
W 2009 roku na wyspie odkryto dobrze rozwijającą się populację mangusty brunatnej (Urva fusca) zamieszkującą południowe Indie i Sri Lankę; jest to pierwsza znana introdukcja tego gatunku i prawdopodobnie może pochodzić od pary przywiezionej z nieznanego źródła do prywatnego zoo pod koniec lat siedemdziesiątych.